# West Bromwich Albion FC (rezerva a akademie)
Rezerva West Bromwich Albionu FC je rezervní tým anglického fotbalového klubu West Bromwich Albion FC. Rezerva hraje ligovou sezónu v Premier League do 21 let, což je nejvyšší liga v Anglii pro tuto věkovou kategorii. Trenérem je James Shan.
Akademie West Bromwich Albionu FC je výběr hráčů West Bromwich Albionu do 18 a méně let. Akademie působí v Premier League do 18 let a v FA Youth Cupu. Trenérem je Craig Hinton.

## Sestava U21
Aktuální k datu: 13. březen 2016
| Číslo |               | Pozice | Hráč            |
| ----- | ------------- | ------ | --------------- |
| —     | Anglie        | B      | Alex Palmer     |
| —     | Anglie        | B      | Ethan Ross      |
| —     | Anglie        | O      | Kyle Howkins    |
| —     | Nigérie       | O      | Nathaniel Oseni |
| —     | Anglie        | O      | Jack Fitzwater  |
| —     | Anglie        | O      | Callum Jones    |
| —     | Irsko         | O      | Shaun Donnellan |
| —     | Severní Irsko | O      | Tom Smart       |
| —     | Irsko         | O      | Robert McCourt  |

| Číslo |         | Pozice | Hráč              |
| ----- | ------- | ------ | ----------------- |
| —     | Nigérie | O      | Joshua Ezewele    |
| —     | Anglie  | Z      | George Cleet      |
| —     | Anglie  | Z      | Sam Field         |
| —     | Anglie  | Z      | Samir Nabi        |
| —     | Anglie  | Z      | Kyle Edwards      |
| —     | Anglie  | Ú      | Joe Ward          |
| —     | Irsko   | Ú      | Zachary Elbouzedi |
| —     | Anglie  | Ú      | Tyler Roberts     |

## Sestava U18
Aktuální k datu: 13. březen 2016
| Číslo |         | Pozice | Hráč                 |
| ----- | ------- | ------ | -------------------- |
| —     | Anglie  | B      | Bradley House        |
| —     | Anglie  | B      | Matt Hall            |
| —     | Anglie  | B      | Adam Przybek         |
| —     | Anglie  | O      | Ryan Pace            |
| —     | Anglie  | O      | Kane Wilson          |
| —     | Irsko   | O      | Dara O'Shea          |
| —     | Anglie  | O      | Jordon Piggott       |
| —     | USA     | O      | Danny Barbir         |
| —     | Skotsko | O      | Dan Meredith         |
| —     | Kypr    | O      | Panagiotis Artymatas |
| —     | Anglie  | Z      | Bradley Sweeney      |

| Číslo |        | Pozice | Hráč          |
| ----- | ------ | ------ | ------------- |
| —     | Anglie | Z      | Rahis Nabi    |
| —     | Finsko | Z      | Alex Bradley  |
| —     | Anglie | Ú      | James Smiths  |
| —     | Anglie | Ú      | Chay Scrivens |
| —     | Anglie | Ú      | Sam Wilding   |
| —     | Anglie | Ú      | Jamie Soule   |
| —     | Anglie | Ú      | Jonathan Leko |
| —     | Anglie | Ú      | Josh Thomas   |
| —     | Irsko  | Ú      | Jack Hallahan |
| —     | Anglie | Ú      | Marcus Forss  |